# Horst Sachs

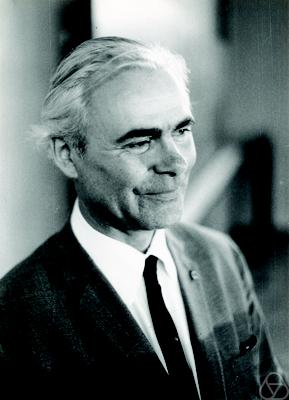
Horst Sachs

Horst Sachs (1927-2016) là nhà toán học người Đức, một chuyên gia về lý thuyết đồ thị,
Ông đậu bằng tiến sĩ khoa học ở Martin-Luther-Universität Halle-Wittenberg năm 1958. Năm 2007, ông là giáo sư danh dự (emeritus) ở "Viện Toán học" của Đại học Kỹ thuật Ilmenau.
Quyển sách bách khoa của ông về lý thuyết quang phổ đồ thị (spectral graph theory) mang tên Spectra of Graphs. Theory and Applications (viết chung với Dragos Cvetkovic và Michael Doob) đã được tái bản nhiều lần và được dịch sang nhiều thứ tiếng khác.
Hai định lý trong lý thuyết đồ thị mang tên ông. Một định lý liên quan tới các hệ số của đa thức đặc trưng của một đồ thị với các điểm cấu trúc đặc trưng của đồ thị. Định lý kia là sự liên quan giữa các đa thức đặc trưng của một đồ thị và những đồ thị tuyến của nó.

## Giải thưởng
- Huy chương Euler (2000).